# Microbioma
El término microbioma proviene del griego micro ('pequeño') bios ('vida'), usado por primera vez por J. L. Mohr en 1952 para hacer referencia a los microorganismos presentes en un entorno específico. Fue definido originalmente por Whipps et al. en 1988 como «una comunidad microbiana característica que ocupa un hábitat razonablemente bien definido que tiene propiedades fisicoquímicas distintas. El término, por tanto, no sólo se refiere a los microorganismos implicados, sino que también abarca su teatro de actividad».
En 2020, varios expertos en este campo plantearon una definición del microbioma basada en la original, caracterizada por ser compacta y clara. En la propuesta, se complementa la descripción con dos declaraciones explicativas.
La primera declaración describe el carácter dinámico del microbioma:

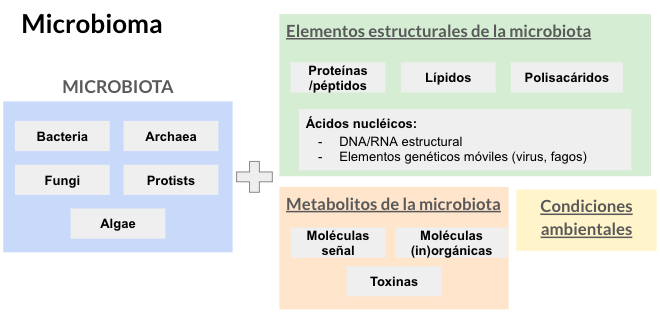
Componentes del microbioma. El término microbioma abarca tanto la microbiota (comunidad de microorganismos) como su "teatro de actividad" (elementos estructurales, metabolitos / moléculas de señal, y las condiciones ambientales circundantes). Adaptada de Berg G, et al.

- El microbioma se define como una comunidad microbiana característica que ocupa un hábitat bien caracterizado, con distintas propiedades fisicoquímicas. Éste no solo se refiere a los microorganismos involucrados sino que también engloba su teatro de actividad, lo que resulta en la formación de nichos ecológicos específicos. El microbioma, que forma un microecosistema dinámico e interactivo propenso a cambiar, está integrado en macroecosistemas, en los cuales se incluyen los huéspedes eucariotas. En estos, es crucial para su funcionamiento y salud.[3]

La segunda declaración explicativa distingue los términos microbiota y microbioma:
- La microbiota consiste en el ensamblaje de microorganismos que pertenecen a diferentes reinos (procariotas –por ejemplo, bacterias y arqueas–, eucariotas –por ejemplo, protozoos, hongos y algas–); mientras que su teatro de actividad incluye estructuras microbianas, metabolitos, elementos genéticos móviles (como transposones, plásmidos y virus) y ADN reliquia incrustado en las condiciones ambientales del hábitat.[3]

Por lo tanto, el microbioma consiste en una colección de microorganismos que viven en conjunto, que interactúan entre sí en un entorno contiguo. Así pues, no solo se basa en este conjunto de microorganismos sino que también incluye sus genomas y distintos metabolitos, además de las condiciones ambientales a las que están sometidos y su interrelación con el organismo huésped.

## Antecedentes

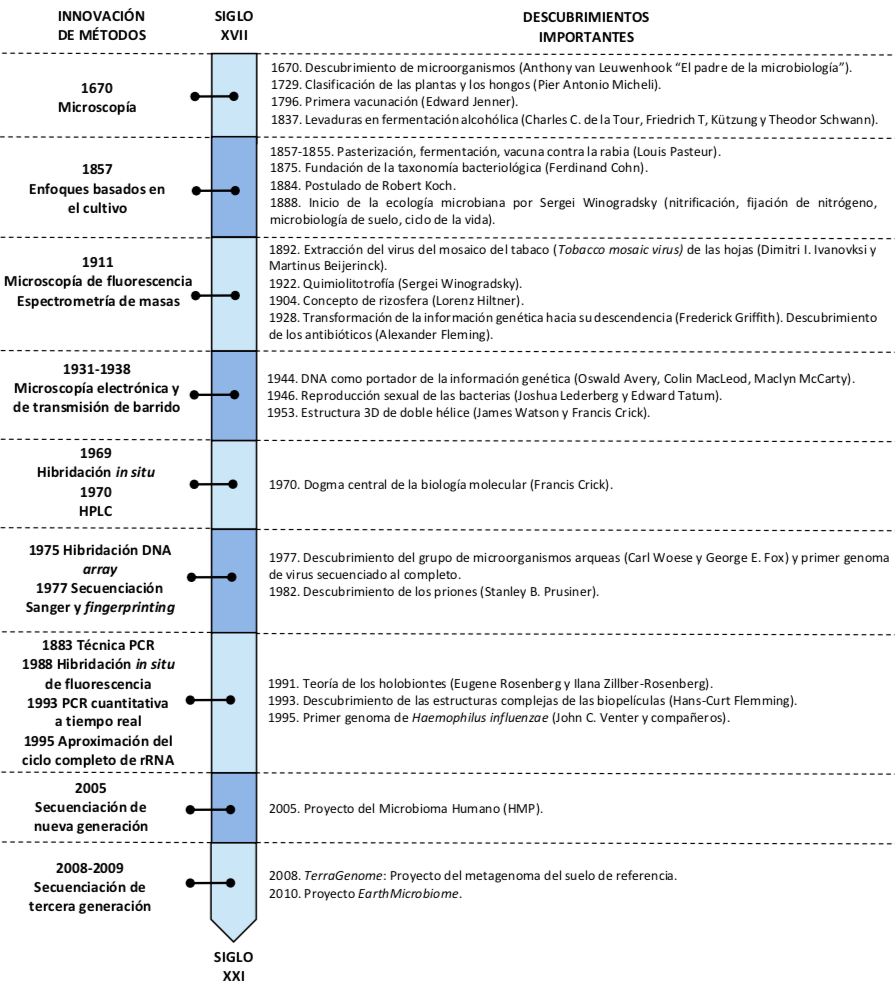
Cronología de la investigación del microbioma desde el siglo XVII. Adaptada de Berg G, et al.

En el siglo XVII empezó la investigación sobre el microbioma, originada en el ámbito de la microbiología. El desarrollo de nuevas técnicas y equipos ha impulsado la investigación microbiológica, provocando cambios en la comprensión de la salud y la enfermedad. La enfermedades infecciosas han afectado a las poblaciones humanas durante la mayor parte de la historia, por lo que la microbiología médica fue el foco inicial de investigación e interés público. Además, otro campo antiguo de aplicación empírica es la microbiología de los alimentos.
Gracias al desarrollo de los primeros microscopios, se permitió el descubrimiento de este ámbito nuevo y desconocido en el siglo XVII, posibilitando la identificación de microorganismos. Inicialmente, Anton van Leuuwenhoek investigó diversas formas de bacterias, hongos y protozoos. Los obtuvo a partir de muestras de agua y de placa dental y los llamó "animáculos". Destacadamente, descubrió las biopelículas o biofilms como interacción de los microorganismos dentro de las comunidades. Robert Koch fue otro investigador que participó en el avance en el ámbito de la microbiología al describir las enfermedades humanas y animales como consecuencia de infecciones microbianas y al desarrollar el concepto de patogenicidad. Estos descubrimientos cambiaron el pensamiento del público y el enfoque de la comunidad investigadora respeto el papel de los microorganismos como agentes causantes de enfermedades y que, por lo tanto, debían eliminarse.
Durante el siglo XIX, hubo una investigación exhaustiva que demostró que sólo una pequeña proporción de microorganismos se asocia a enfermedades y patogenicidad. La gran parte restante de microbios son esenciales para el funcionamiento de los ecosistemas, además de constar de interacciones beneficiosas con tanto microorganismos como macroogranismos. A finales de este siglo, empezó la ecología microbiana con el trabajo de Martinus W. Beijerinck y Serguéi Vinogradsky que supuso otro cambio de paradigma. En este caso, se definió que los microorganismos están en todas las partes de los entornos naturales y que pueden estar asociados a organismos huéspedes. Además, se describieron los efectos beneficiosos que tenían los microorganismos en los huéspedes en los que se encuentran.
Posteriormente, fue cambiando el concepto de la existencia de estos microorganismos como células individuales, ya que empezó a ser más obvio que los microbios ocurren dentro de conjuntos complejos. En estos conjuntos ocurren interacciones y se produce una comunicación entre las especies, que son fundamentales para la dinámica de la población y para las actividades funcionales.
El descubrimiento del ADN y el desarrollo de técnicas de secuenciación, PCR y clonación permitieron la investigación de estas comunidades microbianas basándose en ADN y ARN. Mediante la introducción de los marcadores filogenéticos, como el gen 16S rRNA, Carl Woese y George Fox realizaron un análisis de las comunidades microbianas en 1977. Actualmente, se puede realizar Barcoding (producción de códigos de barras de la vida) de bacteria, archaea, fungi, algae, and protists en sus hábitats naturales.
A principios del siglo XIX, con las nuevas tecnologías de secuenciación y todos los datos acumulados ha ocurrido un nuevo cambio de paradigma. Se ha destacado la ubicuidad de las comunidades microbiotas asociadas a organismos superiores y las funciones críticas de los microbios tanto en humanos como animales o salud de las plantas. Todo esto ha revolucionado la ecología microbiana. Además, con el análisis de genomas y metagenomas, existen métodos eficientes para abordar el potencial funcional de microorganismos individuales o de comunidades enteras.

Las tecnologías mutliómicas como el metatranscriptoma, metaproteoma y metaboloma, proporcionan información detallada sobre las distintas actividades microbianas en el medio ambiente. A lo largo de los últimos años se ha ignorado y subestimado el cultivo de microorganismos pero actualmente ha ganado importancia. En la actualidad, se pueden combinar múltiples de estas técnicas ómicas y analizar las interacciones entre microbio y huésped.

## Definiciones de microbioma
Además de la definición original sobre el microbioma, también se han publicado muchas otras en las últimas décadas. Actualmente, la más citada por Lederberg describe microbiomas dentro de un contexto ecológico, considerándolos como una comunidad de microorganismos comensales, simbióticos y patógenos dentro de un cuerpo o entorno. Por otro lado, Marchesi y Ravel centraron su definición en los genomas y en los patrones de expresión de genes microbianos (y virales), además de en los proteomas en un entorno dado y sus condiciones bióticas y abióticas predominantes.
Todas estas definiciones implican que los conceptos generales de macroecología se podrían aplicar tanto a las interacciones microbio-microbio como a las interacciones microbio-huésped. No obstante, la aplicación de estos conceptos ya desarrollados para macro-eucariotas, no está del todo clara en los organismos procariotas y micro-eucariotas.  Todo esto supone una complejidad añadida en cuanto al concepto básico de la ecología del microbioma. Muchas definiciones actuales no captan esta complejidad y describen al microbioma abarcando únicamente el concepto de genomas microbianos (ver tabla ↓).
| Tipo de definición                                                      | Concepto | Ejemplos |
| ----------------------------------------------------------------------- | --- | --- |
| Ecológica Definiciones basadas en la ecología                           | Describen el microbioma siguiendo los conceptos derivados de la ecología de los organismos multicelulares. El problema principal es que las teorías de la macroecología no siempre se ajustan a las reglas del mundo microbiano. | 1. "Un marco ecológico conveniente en el que examinar los sistemas de biocontrol es el del microbioma. Esto puede definirse como una comunidad microbiana característica que ocupa un hábitat razonablemente bien definido que tiene propiedades fisicoquímicas distintas. Por lo tanto, el término no solo se refiere a los microorganismos involucrados pero también engloba su teatro de actividad”. 2. "Todo el hábitat, incluidos los microorganismos (bacterias, arqueas, eucariotas inferiores y superiores y virus), sus genomas (es decir, genes) y las condiciones ambientales circundantes". Se basa en el bioma, los factores bióticos y abióticos del entorno. También se suele limitar a la colección de genes y genomas de miembros de una microbiota. Se argumenta que esta es la definición de metagenoma. Aun así, el microbioma se caracteriza por la aplicación de una o combinaciones de metagenómica, metabonómica, metatranscriptómica y metaproteómica combinada con metadatos clínicos o ambientales. 3. "Todos los microbios de una comunidad. En particular, para el microbioma vegetal, son todas aquellas comunidades microbianas asociadas a la planta que pueden vivir, prosperar e interactuar con diferentes tejidos (raíces, brotes, hojas, flores y semillas, entre otros)". 4. "Comunidad ecológica de microorganismos comensales, simbióticos y patógenos dentro de un espacio corporal u otro entorno". |
| Organismos/dependiente de huésped Definiciones dependientes del huésped | Se basan en las interacciones de los microorganismos con el huésped. Las principales limitaciones se dan por falta de conocimiento sobre si los datos de interacción microbiano-anfitrión pueden transferirse de un anfitrión a otro. La comprensión de la coevolución y la selección en las definiciones dependientes del anfitrión también está subrepresentada. | 1. "Una comunidad de microorganismos (como bacterias, hongos y virus) que habitan en un ambiente particular y especialmente la colección de microorganismos que viven en o sobre el cuerpo humano". 2. Proyecto del Microbioma Humano: "El Microbioma Humano es la colección de todos los microorganismos que viven en asociación con el cuerpo humano". |
| Genómico Definiciones basadas en métodos aplicados                      | Se basan, normalmente, en los análisis basados en secuencias de ADN y describen el microbioma como un genoma colectivo de microorganismos en un entorno específico. El principal cuello de botella es que cada nueva tecnología disponible resultará en la necesidad de una nueva definición.                                                                      | 1. "Los genomas colectivos de los microorganismos que habitan un entorno particular y especialmente el cuerpo humano". 2. "El microbioma comprende todo el material genético dentro de una microbiota (la colección completa de microorganismos en un nicho específico, como el intestino humano). Esto también puede denominarse el metagenoma de la microbiota". 3. "Microbioma es un término que describe el genoma de todos los microorganismos, simbióticos y patógenos, que viven en y sobre todos los vertebrados. El microbioma intestinal consiste en el genoma colectivo de microbios que habitan el intestino, incluidas bacterias, arqueas, virus y hongos". 4. "Totalidad de genomas de una microbiota. A menudo se utiliza para describir la entidad de características y funciones microbianas codificadas por una microbiota". 5. Diferentes enfoques para proporcionar la información: Microbiota: "los estudios de ARNr 16S se utilizan para identificar taxonómicamente los microorganismos en el medio ambiente". Metagenoma: "los genes y genomas de la microbiota, incluidos los plásmidos, destacando el potencial genético de la población". Microbioma: "los genes y genomas de la microbiota, así como los productos de la microbiota y el medio huésped". |
| Conjunto                                                                | Hay algunas definiciones de microbioma disponibles que se ajustan a varias categorías con sus ventajas y sus desventajas. | 1. "Un microbioma es la comunidad ecológica de microorganismos comensales, simbióticos y patógenos que literalmente comparten nuestro espacio corporal". 2. "El microbioma es la suma de los microbios y sus elementos genómicos en un entorno particular". 3. "Los genes y genomas de la microbiota, así como los productos de la microbiota y el entorno del huésped". |

## Microbiota
La microbiota comprende todos los organismos vivos que forman el microbioma. La mayoría de los investigadores que se han centrado en el estudio del microbioma están de acuerdo en que las bacterias, arqueas, hongos, algas y pequeños protistas deben considerarse miembros del microbioma. Sin embargo, la integración de los fagos, virus, plásmidos y elementos genéticos móviles es un aspecto más controvertido en la definición del microbioma. Además, tampoco existe un consenso claro sobre si el ADN extracelular derivado de células muertas, conocido como ADN reliquia, pertenece al microbioma. ADN reliquia puede ser hasta un 40% del ADN secuenciado en el suelo, pudiendo llegar a representar el 80% del ADN bacteriano en algunas muestras. Pero a pesar de su abundancia, el ADN reliquia tuvo un efecto mínimo en las estimaciones de diversidad taxonómica y filogenética.
Con relación al uso de términos específicos es necesaria una clara diferenciación entre el microbioma y la microbiota, para evitar la controversia sobre los miembros que forman parte de un microbioma. Por un lado, la microbiota se define, generalmente, como el conjunto de microorganismos vivos presentes en un entorno definido. Debido a que los fagos, los virus, los plásmidos, los priones, los viroides y el ADN libre no suelen considerarse microorganismos vivos, no pertenecen a la microbiota. En cambio, el término microbioma incluye no sólo la comunidad de microorganismos, sino también su teatro de actividad. Este último aspecto involucra todo el espectro de moléculas producidas por los microorganismos. Así, incluye también sus elementos estructurales (como ácidos nucleicos, proteínas, lípidos y polisacáridos), sus metabolitos (moléculas señalizadoras, toxinas, moléculas orgánicas e inorgánicas), y las moléculas producidas por los huéspedes coexistentes. Por lo tanto, todos los elementos genéticos móviles como fagos, virus y ADN reliquia, sí deben incluirse en el término de microbioma aunque no formen parte de la microbiota. Es por este motivo que, a diferencia de la microbiota que se puede estudiar por separado, el microbioma siempre está compuesto por todos los miembros, los cuales interactúan entre sí, viven en el mismo hábitat y forman juntos su nicho ecológico.

### Genoma de la microbiota
El término microbioma también se suele confundir con el de metagenoma. Sin embargo, este último se define como una colección de genomas y genes de los miembros de la microbiota. El genoma de la microbiota de un organismo consiste en uno de los dos sets de genes que este posee (el otro corresponde a su propio genoma). Este set de genes codifica para todos aquellos genes de los microorganismos que alberga en su interior. Habitualmente, presenta una mayor cantidad de genes codificados que el propio genoma del organismo. Un claro ejemplo de este fenómeno es el ser humano, ya que su genoma codifica aproximadamente 23.000 genes mientras que su el genoma de su microbiota codifica para alrededor de 3 millones de genes.
La parte genética que engloba el término de microbioma se descubrió tras el estudio de bacterias ácidas de la mano de Elie Metchnikoff que recibió un Premio Nobel por sus estudios en inmunidad. Existe un impacto en la salud del organismo debido a variaciones en la microbiota simbionte que este alberga, aunque la composición genética de esta microbiota no varíe a pesar de que el número de bacterias cambie. Por ejemplo, se ha comprobado que el desajuste del microbioma provoca numerosas enfermedades que afectan al organismo como la Enfermedad de Crohn en el ser humano. Otros factores genéticos que influyen en esta variación son los genes. Entre ellos se encuentran los siguientes:
| Genes                     | Función en el organismo |
| ------------------------- | --- |
| CYP27A1 y NR5A2           | Están implicados en el metabolismo de los ácidos biliares.                                                                  |
| HNF4A y PLA2G3            | Están implicados en la homeostasis de ácidos biliares.                                                                      |
| HTR1E y GRID1             | Actúan como componentes potenciales del eje cerebro-intestino.                                                              |
| CLEC16A (SNP: rs12931878) | Es un gen asociado a varios enfermedades autoinmunes e inflamatorias que provocan alteraciones en la microbiota intestinal. |
| VDR y POMC                | Son genes reguladores del microbioma intestinal humano, y además podrían estar muy asociados a su composición.              |

Actualmente, el microbioma se utiliza como huella genética debido a que es único de cada individuo de la especie.

## Coevolución huésped - microbio

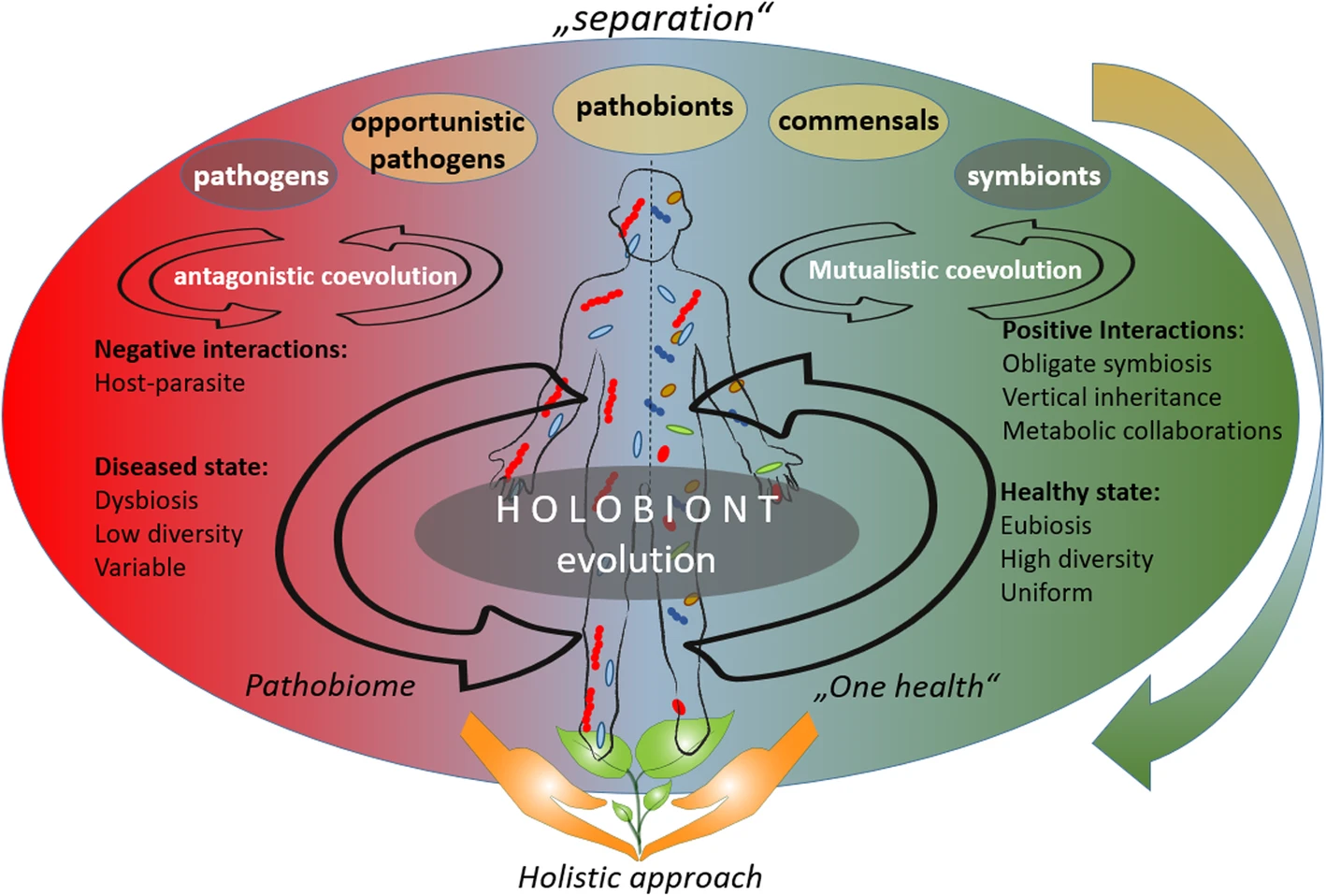
Cambio en la comprensión de la coevolución microbiano-huésped de las teorías de la "separación" a un enfoque holístico. En un enfoque holístico se supone que los hospedantes y su microbiota asociada han coevolucionado entre sí. Adaptada de Berg G, et al.

Según el método de separación, los microorganismos se pueden dividir en tres categorías según su interacción con su huésped: en patógenos, neutros y simbiontes. Por lo que respecta a la coevolución entre el huésped y su microbiota asociada, puede describirse de dos formas; o bien como una coevolución antagónica (basada en interacciones negativas) o como una coevolución mutualista (basada en interacciones positivas).

A partir de 2020, la aparición de publicaciones sobre patógenos oportunistas y patobiontes ha producido un cambio hacia un enfoque holístico en la teoría de las coevoluciones. El enfoque holístico considera que el huésped y su microbiota asociada forman una unidad conocida como holobionte por lo que coevolucionan como una sola entidad. De acuerdo con el enfoque holístico, el estado de enfermedad del holobionte está relacionado con la disbiosis, la baja diversidad de la microbiota asociada y su variabilidad. Esto se conoce como un estado llamado patobioma. En cambio, el estado sano se acompaña de eubiosis, alta diversidad y uniformidad de la microbiota respectiva.

## Microbioma vegetal
Las comunidades microbianas vegetales se encuentran en el suelo, el aire, la rizosfera, la filosfera y la endosfera (interior del tejido vegetal). En cada uno de estos hábitats, los diferentes tipos de microbios podrían interactuar de manera positiva, negativa o bien no interactuar con otros microbios. Los microbios específicos, a menudo definidos como especies "central" o "clave", están altamente conectados con otros microbios dentro de las redes, y probablemente ejercen una influencia más fuerte en la estructura de las comunidades microbianas.
Estas comunidades se pueden diferenciar según qué parte de la planta provengan:
A. Los microbios asociados a las raíces derivan principalmente del bioma del suelo.
B. Los microbios asociados a las hojas se originan a partir de diversas fuentes, como aerosoles, insectos o polvo.
C. Reubicación entre miembros de la microbiota aérea y subterránea.
El componente microbiano de las semillas sanas, es decir, el microbioma de la semilla, parece heredarse entre generaciones de plantas y puede influir dinámicamente en procesos como la germinación, el rendimiento de la planta y la supervivencia. Como tal, los métodos destinados a la optimización de los microbiomas de semillas en los principales cultivos podrían tener implicaciones de gran alcance para la mejora de estos. Además, esto permitiría obtener mejores resultados en la producción de alimentos, piensos y fibras agrícolas.

## Microbioma marino

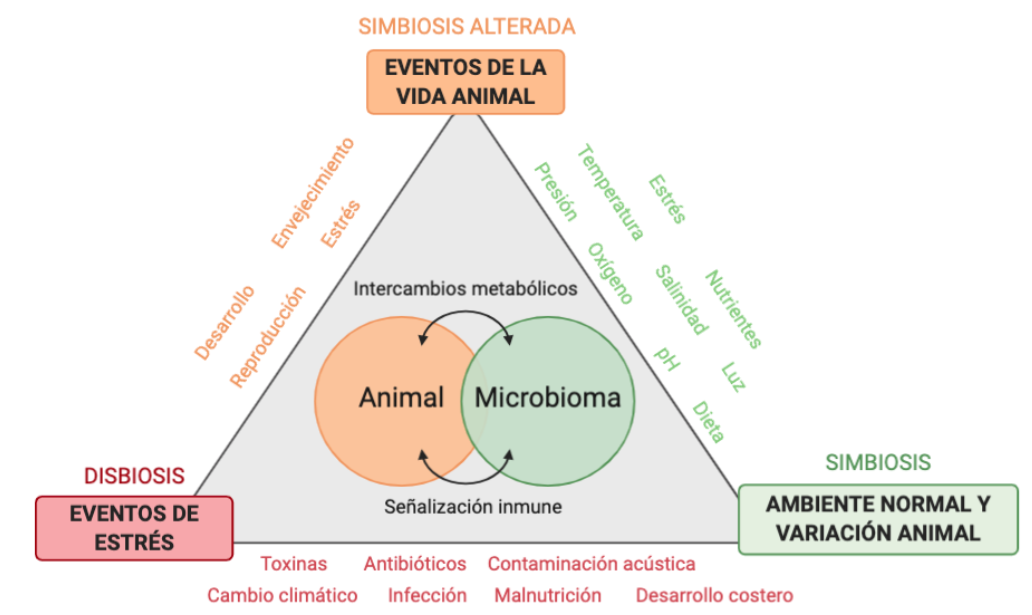
Relación huésped animal marino-microbioma. Generalmente se piensa que las relaciones existen en un estado simbiótico y normalmente están expuestas a factores ambientales y específicos de los animales que pueden causar variaciones naturales. Algunos eventos pueden cambiar la relación a un estado simbiótico funcional pero alterado, mientras que los eventos de estrés extremo pueden causar disbiosis o una ruptura de la relación y las interacciones. Adaptada de Apprill A, et al.

Todos los animales de la Tierra forman asociaciones con microorganismos, incluidos los protistas, las bacterias, las arqueas, los hongos y los virus. En el océano, las relaciones entre animales y microbios se han explorado históricamente en sistemas de un solo huésped-simbionte. Sin embargo, nuevas exploraciones que han estado enfocadas a la diversidad de microorganismos asociados a distintos huéspedes animales marinos, ahora están moviendo el campo hacia estudios cuya intención es abordar las interacciones entre el animal huésped y un microbioma de múltiples miembros. El potencial de los microbiomas para influir en la salud, fisiología, comportamiento y ecología de los animales marinos podría alterar la comprensión actual de cómo los animales marinos se adaptan al cambio; especialmente los crecientes cambios relacionados con el clima e inducidos por antropogénicos que ya impactan el medio ambiente oceánico.
Actualmente se están estudiando los microbiomas de diversos animales marinos, desde organismos simplistas que incluyen esponjas y ctenóforos, hasta organismos más complejos como ascidias y tiburones.
La relación entre el calamar Euprymna scolopes y la bacteria bioluminiscente Aliivibrio fischeri es una de las relaciones simbióticas marinas mejor estudiadas, posicionándola como un sistema de elección en la investigación general de simbiosis. Esta relación ha proporcionado información sobre los procesos fundamentales en las simbiosis animal-microbiana como las interacciones bioquímicas y la señalización entre el huésped y la bacteria.
El oligoqueto Olavius algarvensis es otro hospedador marino de microbios relativamente bien estudiado. Estos gusanos de tres centímetros de largo residen en sedimentos marinos poco profundos del mar Mediterráneo. Al no contener boca ni sistema digestivo o excretor, necesitan ayuda externa para su nutrición. Por ese motivo, se nutren gracias a un conjunto de endosimbiontes bacterianos extracelulares que residen en el uso coordinado del azufre presente en el medio ambiente. En este sistema se han aplicado tecnologías ómicas, como la transcriptómica y la proteómica, para examinar las interacciones huésped-microbioma. Entre ellas, se destacan la transferencia de energía entre el huésped y los microbios y el reconocimiento de los consorcios por el sistema inmunológico innato del gusano. De esta manera, este sistema ofrece la capacidad de estudiar las interacciones huésped-microbioma con un consorcio microbiano de baja diversidad, además de ofrecer una serie de recursos genómicos microbianos y del huésped.

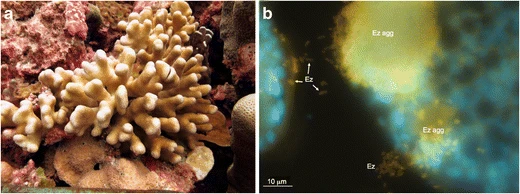
La colonia de coral Stylophora pistillata y la bacteria Endozoicomonas (Ez) sondaron las células (amarillas) dentro de los tentáculos de S. pistillata que residen en los agregados (Ez agg), así como justo fuera del agregado (b). Adaptada de Neave M, et al.

Los corales son uno de los ejemplos más comunes de un huésped animal cuya simbiosis con las microalgas puede convertirse en disbiosis, lo cual se detecta visiblemente como un blanqueamiento. Los microbiomas de coral se han examinado en una variedad de estudios que demuestran cómo las variaciones en el entorno oceánico (principalmente en la temperatura, la luz y los nutrientes inorgánicos) afectan en la abundancia y el rendimiento de los simbiontes de microalgas, así como en la calcificación y fisiología del huésped. Los estudios también han sugerido que las bacterias, las arqueas y los hongos residentes contribuyen, adicionalmente, al ciclo de nutrientes y materia orgánica dentro del coral. Incluso es posible que los virus jueguen un papel en la estructuración de la composición de estos miembros, proporcionando así uno de los primeros destellos en un dominio de simbiosis de animales marinos. La gammaproteobacterium Endozoicomonas está emergiendo como un miembro central del microbioma del coral, con cierta flexibilidad en su estilo de vida. Dado el reciente blanqueamiento masivo que ocurre en los arrecifes, los corales probablemente seguirán siendo un sistema útil y popular para la investigación de simbiosis y disbiosis.
Las esponjas son miembros comunes de los diversos hábitats bentónicos del océano, y su abundancia y capacidad para filtrar grandes volúmenes de agua de mar ha hecho tomar conciencia de que estos organismos desempeñan un papel fundamental en la influencia de los procesos bentónicos y pelágicos en el océano. Son uno de los linajes de animales más antiguos y tienen un plan corporal relativamente simple que comúnmente se asocia con bacterias, arqueas, protistas de algas, hongos y virus. Los microbiomas de las esponjas están compuestos por especialistas y generalistas, y la complejidad de su microbioma parece estar determinada por la filogenia del huésped. Existen estudios que han demostrado que el microbioma de la esponja contribuye al ciclo del nitrógeno en los océanos, especialmente a través de la oxidación del amoníaco por arqueas y bacterias. Más recientemente, se demostró que los simbiontes microbianos de esponjas tropicales producen y almacenan gránulos de polifosfato, quizás permitiendo que el huésped sobreviva períodos de agotamiento de fosfato en ambientes marinos oligotróficos. Los microbiomas de algunas especies de esponjas parecen cambiar en la estructura de la comunidad como respuesta a las condiciones ambientales cambiantes, incluida la temperatura y la acidificación del océano, así como los impactos sinérgicos.

## Microbioma humano
Se conoce que los microbios son omnipresentes en el cuerpo humano y que estos suelen vivir en comunidades. En el pasado, algunos expertos declararon que constamos de diez veces más bacterias en nuestro cuerpo que células humanas. Aun así, las «últimas declaraciones de 2020 relatan» que la mitad de las células de nuestro cuerpo son humanas y la otra mitad son microorganismos; concretamente, se estiman  3,8 × 1013 bacterias y  3,72 × 1013 células humanas. Así pues, se considera al ser humano como una comunidad dinámica de células humanas y microbianas.
Existen factores internos y externos que modifican la composición de la microbiota humana. En el primer caso, se pueden incluir la genética, el sexo, el desarrollo hormonal y la edad. Así pues, la microbiota no es igual a lo largo de la vida.
Desde el nacimiento, el organismo reúne los microbios que conforman su microbiota en función de diferentes factores y situaciones. Debido a que el primer contacto se da con los microorganismos de la madre, el tipo de parto va a influir en la composición de la microbiota, sobre todo a nivel intestinal. En el caso de que el nacimiento se produzca por cesárea, los microorganismos que adquiere el recién nacido son más parecidos a los de la microbiota de la piel de la madre (Staphylococcus). En cambio, si el nacimiento se da de forma natural, los microbios serán parecidos a los de la vagina materna (en la que domina Lactobacillus). De la misma forma, también influye si el nacimiento se da de forma prematura o al final del embarazo, y si son alimentados con leche materna (enriquecida en Bifidobacterias y Lactobacillus). La microbiota, además, va evolucionando a lo largo del crecimiento. Durante los primeros años de vida, la microbiota es uniforme y poco diversa, por lo que es muy susceptible a diferentes cambios. Sin embargo, la maduración del organismo también conlleva una maduración de la microbiota para aumentar la diversidad y la estabilidad de esta; siendo así más difícil su modificación. Ya en la edad avanzada se produce una disminución de las especies microbianas.
En relación con los factores externos, también se destacan la localización geográfica, el clima, la dieta y estilo de vida, la higiene personal, la exposición a fármacos y el uso de tratamientos antibióticos, así como la interacción con otros individuos y mascotas.
Uno de los entornos donde se trasmiten variedad de bacterias que generan infecciones y los genes generan resistencia antimicrobiana son los hospitales. Los seres humanos funciona como vectores portadores de bacterias en los cuales se pude generar infecciones y al interactuar con otros seres humanos o entornos modifican el ecosistema microbiano.  Por ejemplo, la investigación realizada del metagemoma en un entorno hospitalario donde se determino la diversidad de la comunidad bacteriana en un hospital General del Sector público en México  y el análisis del microbioma del metro de la Ciudad de México se observa que en ambos entornos predomina la  abundancia bacteriana de Cutibacterium, Staphylococus entre otros. Lo anterior nos indica que los factores externos enriquecen el microbioma bacteriano de un entorno.
Por otro lado, estos ecosistemas microbianos también varían según la zona del cuerpo en la que se encuentran. Por ese motivo, se pueden distinguir en diferentes tipologías según su localización en el tracto gastrointestinal, genitourinario y respiratorio, la cavidad oral y nasofaríngea, o en la piel. Adicionalmente, cabe destacar que el microbioma está estrechamente relacionado con la salud y las enfermedades humanas, induciendo o agravando estos trastornos según su localización (ver tabla↓). De hecho, este podría considerarse el biomarcador más relevante para la prevención y resolución de las enfermedades humanas.
| Tipos de microbiota | Géneros de microogranismos habituales en eubiosis       | Enfermedades asociadas a disbiosis                                                                        |
| --- | ------------------------------------------------------- | --- |
| Microbiota intestinal | Bacteroidota, Bacillota                                 | - Obesidad y enfermedades metabólicas asociadas - Cáncer colorrectal - Enfermedad inflamatoria intestinal |
| Microbiota vaginal | Lactobacillus Otros: Gardnerella, Prevotella, Atopobium | - Infecciones del tracto urogenital                                                                       |
| Microbiota del tracto respiratorio                                                                                             | Bacteroidota, Pseudomonadota, Actinomycetota, Bacillota | - Neumonía - Asma - Enfermedad pulmonar obstructiva crónica (EPOC) - Fibrosis pulmonar idopática          |
| Microbiota oral | Streptococcus spp                                       | - Caries dental - Enfermedad periodontal                                                                  |
| Microbiota de la piel | Staphylococcus, Corynebacterium, Propionibacterium      | - Dermatitis atópica - Psoriasis                                                                          |
| Otras tipologías: Microbiota salival, Microbiota placentaria, Microbiota uterina, Microbiota seminal, Viroma humano, Micobiota |                                                         | |

### Microbiota intestinal
El intestino humano alberga el microbioma intestinal, compuesto por una comunidad microbiana compleja y alrededor de 10.000.000 genes involucrados. La microbiota intestinal se caracteriza por una composición en constante variación debido a diversos factores como la dieta, algunos fármacos consumidos, la mucosa intestinal, el sistema inmunológico e incluso la misma microbiota. Por este motivo, aunque haya diversos géneros comunes como los Bacteroidetes y los Firmicutes, se considera que es específica de cada individuo.
Se conoce la presencia de cierta influencia de esta microbiota intestinal en la salud y enfermedad de los humanos. Esto se debe a que todas estas variaciones frecuentes juntamente con ciertos genes y actividades metabólicas, pueden deteriorar a un estado conocido como disbiosis. Esto ocurre cuando las condiciones de estrés rápidamente disminuyen la diversidad microbiana y promueven la expansión de algunos taxones bacterianos específicos. Esto sucede por diversos eventos de desestabilización pero no se conocen los mecanismos subyacentes de manera clara. Algunos ejemplos causantes de disbiosis podrían ser el estrés oxidativo, la inducción de bacteriófagos y la secreción de toxinas bacterianas.

#### Alteraciones en la microbiota intestinal
Hay una multitud de enfermedades asociadas a esta disbiosis intestinal. Las principales enfermedades asociadas son la obesidad, el cáncer colorrectal, la enfermedad inflamatoria intestinal, la artritis reumatoide y enfermedades hepáticas.
Particularmente, se ha observado un rol claro en el desarrollo de la obesidad y enfermedades metabólicas asociadas como la Diabetes mellitus tipo II. En la obesidad, se ha evidenciado que el microbioma intestinal (tanto la microbiota como su genoma) tienen un efecto en la adquisición de nutrientes, la regulación energética y la acumulación de grasas al estar involucrado en diversos procesos como la producción de ácidos grasos de cadena corta (SCFA) y la síntesis de vitaminas (Z). Este hecho sugiere un papel relevante en la regulación del metabolismo energético del huésped y una contribución en el desarrollo de la obesidad y sus enfermedades metabólicas asociadas.  La evidencia de la relación entre la microbiota intestinal y el metabolismo del organismo huésped permite el desarrollo de nuevas estrategias terapéuticas basadas en la modulación de esta microbiota intestinal para prevenir o tratar obesidad.
En roedores, se ha demostrado que una alteración en el microbioma intestinal causada por una dieta rica en calorías promueve un aumento de la producción de compuestos, como el acetato. Esto conduce a la activación del sistema nervioso promoviendo un aumento de la sensación de hambre (debido a la secreción de la hormona grelina), un incremento del almacenamiento de energía como grasa y, finalmente, una mayor estimulación para la búsqueda de alimentos ricos en calorías. Además, en este contexto se promueve la resistencia a la insulina. Por lo tanto, se puede establecer cierta relación en el cambio de la microbiota intestinal con la predisposición a la obesidad y a la Diabetes tipo II.

### Microbiota vaginal
La microbiota vaginal está compuesta por múltiples grupos de especies bacterianas influenciadas por genes, antecedentes étnicos y factores ambientales y de comportamiento.
El estado sano de la vagina se caracteriza por la presencia de algunas especies del género Lactobacillus, como Lactobacillus crispatus, Lactobacillus jensenii y Lactobacillus gasseri. Estas dominan frente a la colonización de microorganismos patógenos, cuya protección se da mediante tres mecanismos. Por un lado, la adherencia específica al epitelio de la vagina para bloquear la entrada y asentamiento de los patógenos; por otro lado gracias a la producción de compuestos antimicrobianos y, por último, coagregándose con los patógenos para inactivarlos, potenciando así un efecto microbicida. Sin embargo, existen factores (como cambios hormonales, cambio en el pH vaginal y contenido de glucógeno) que pueden afectar a la capacidad de los Lactobacillus para colonizar y proteger la vagina. De esta forma, la concentración de especies Lactobacillus disminuye a expensas del sobrecrecimiento de microorganismos patógenos, lo cual provoca la aparición de la disbiosis vaginal.

#### Alteraciones en la microbiota vaginal
El ciclo menstrual es otra de las situaciones que pueden afectar a la microbiota vaginal, ya que en este período aumenta la concentración de estrógeno, lo cual conlleva a un aumento de la adherencia de Lactobacillus a las células epiteliales vaginales y a un aumento de la protección vaginal. Sin embargo, en el caso de las mujeres que entran en la fase menopáusica, se produce una disminución de los niveles de estrógenos y, consecuentemente, una disminución de los Lactobacillus presentes en el tracto vaginal. Por este motivo, las mujeres posmenopáusicas son más susceptibles a las infecciones urogenitales.

## Proyectos sobre el microbioma

### Human Microbiome Project
Las comunidades microbianas consisten en una variedad de microorganismos que incluyen eucariotas, arqueas, bacterias y virus. El objetivo del Human Microbiome Project, también conocido como Proyecto del Microbioma Humano, es caracterizar estas comunidades microbianas localizadas en las distintas zonas del cuerpo (tracto nasal, cavidad oral, piel, tracto gastrointestinal y urogenital). Su misión era entender el impacto de las variaciones del microbioma en la salud y enfermedades de los seres humanos. Esto ha sido posible gracias a los avances tecnológicos.
Este proyecto ha sido sustantado por National Institutes of Health (NIH) Common Fund desde 2007 hasta 2016. La primera etapa se empezó con 300 participantes sanos obteniendo 11.000 muestras que se describieron mediante la secuenciación del 16S RNA y técnicas metagenómicas. Fue interdisciplinaria implicando cuatro centros distintos de secuenciación (Broad Institute, Baylor College of Medicine, Washington University School of Medicine y J. Craig Venter Institute), el centro de análisis de datos y coordinación (DACC) y la participación de investigadores. La segunda etapa consiste en realizar tres estudios de cohortes distintos de condiciones asociadas a microbiomas usando múltiples tecnologías ómicas. De esta manera, se proporciona información sobre la actividad microbiana que ocurre durante la disbiosis. Las tres condiciones estudiadas son la gestación y el parto prematuro, la aparición de la enfermedad inflamatoria intestinal y de la Diabetes tipo II. En la actualidad, este proyecto ha obtenido 31.596 muestras y se han llevado a cabo 18 estudios.

### Earth Microbiome Project
Earth Microbiome Project o Proyecto de microbioma terrestre se planteó en 2010 por diferentes investigadores de ecología microbiana, de bioinformática y de informática. Es un ejemplo de ciencia abierta, que cuenta con la colaboración de más de 500 investigadores y, además, apoya el intercambio de datos.
El principal objetivo de este proyecto es analizar las comunidades microbianas de la Tierra para comprender mejor los principios biogeográficos que afectan a la estructura de la comunidad microbiana. Además, se propuso caracterizar la Tierra mediante parámetros ambientales espaciales en diferentes biomas y luego explorarlos usando muestras extraídas alrededor del mundo. Para conseguirlo, se propuso el análisis de unas 200.000 muestras de las comunidades microbianas mediante la secuenciación de amplicones, la metagenómica y la metabolómica y, con los resultados, producir un Atlas genético global.
Así, se pretende entender los patrones de ecología microbiana en los hábitats de nuestro planeta y realizar una interpretación sólida de las tendencias ecológicas.